# Marcel Lucotte
 (janvier 2011).
Si vous disposez d'ouvrages ou d'articles de référence ou si vous connaissez des sites web de qualité traitant du thème abordé ici, merci de compléter l'article en donnant les références utiles à sa vérifiabilité et en les liant à la section « Notes et références ».
Pour les articles homonymes, voir Lucotte.
Marcel Lucotte, né le 16 janvier 1922 à Autun en France et mort le 28 décembre 2000 dans la même commune, est un homme politique français.

## Biographie
Il est issu d'un milieu de cheminots. Son épouse était libraire rue Chauchien à Autun et il eut avec elle cinq enfants.  Sa seconde épouse, harpiste, prix du conservatoire de Paris, soliste et professeur au conservatoire de Dijon de 1989 à son décès. Il fit ses études à Autun. Pendant la Seconde Guerre mondiale, il dut subir le Service du travail obligatoire.
Doué d'une bonne plume et d'une verve connues de tous, il entame une carrière de journaliste à la tête de la Gazette des Indépendants en 1947. Cultivé et amoureux de sa région, il prend goût à la chose publique. Il devient conseiller municipal puis premier adjoint en 1959, et enfin maire d'Autun durant 26 ans (1969-1995).
Dès la création des conseils de région en 1972 et jusqu'en 1988, il fut conseiller régional de Bourgogne et élu deux fois président de 1978 à 1979 et de 1985 à 1989.
Entre 1978 et 1988, il est conseiller général d'Autun.
Sénateur du 1971 au 1974 avec titre de vice-président du sénat (1977-1978). Il est membre de la commission des affaires culturelles, et président du groupe des Républicains Indépendants (UDF) de 1984 à 1995. À ce titre, il intervient à la tribune lors de la première guerre du Golfe.
Il était membre de l'Académie du Morvan et membre de l'Association des maires de Saône-et-Loire.
Après la fermeture des usines de schiste bitumineux à Autun en 1957, il est à l'origine de l'installation de Dim à Autun. Il instaure le spectacle Augustodunum, met en place les rues piétonnes, fait construire la salle polyvalente de l'Hexagone (1983), mais surtout il fit réaliser le plan d'eau du Vallon et la base de loisirs qui porte maintenant son nom, ainsi que l'allée qui entoure le lac artificiel.

## Distinctions
- Chevalier de la Légion d'honneur
- Chevalier de l'ordre national du Mérite[1]

## Source
- Hommage à Marcel Lucotte, Le Journal de Saône-et-Loire, numéro 6194, 28 décembre 2010

1. ↑  « Anciens sénateurs Ve République : LUCOTTE Marcel », sur www.senat.fr (consulté le 9 février 2020)